# 1975 ve fotografii

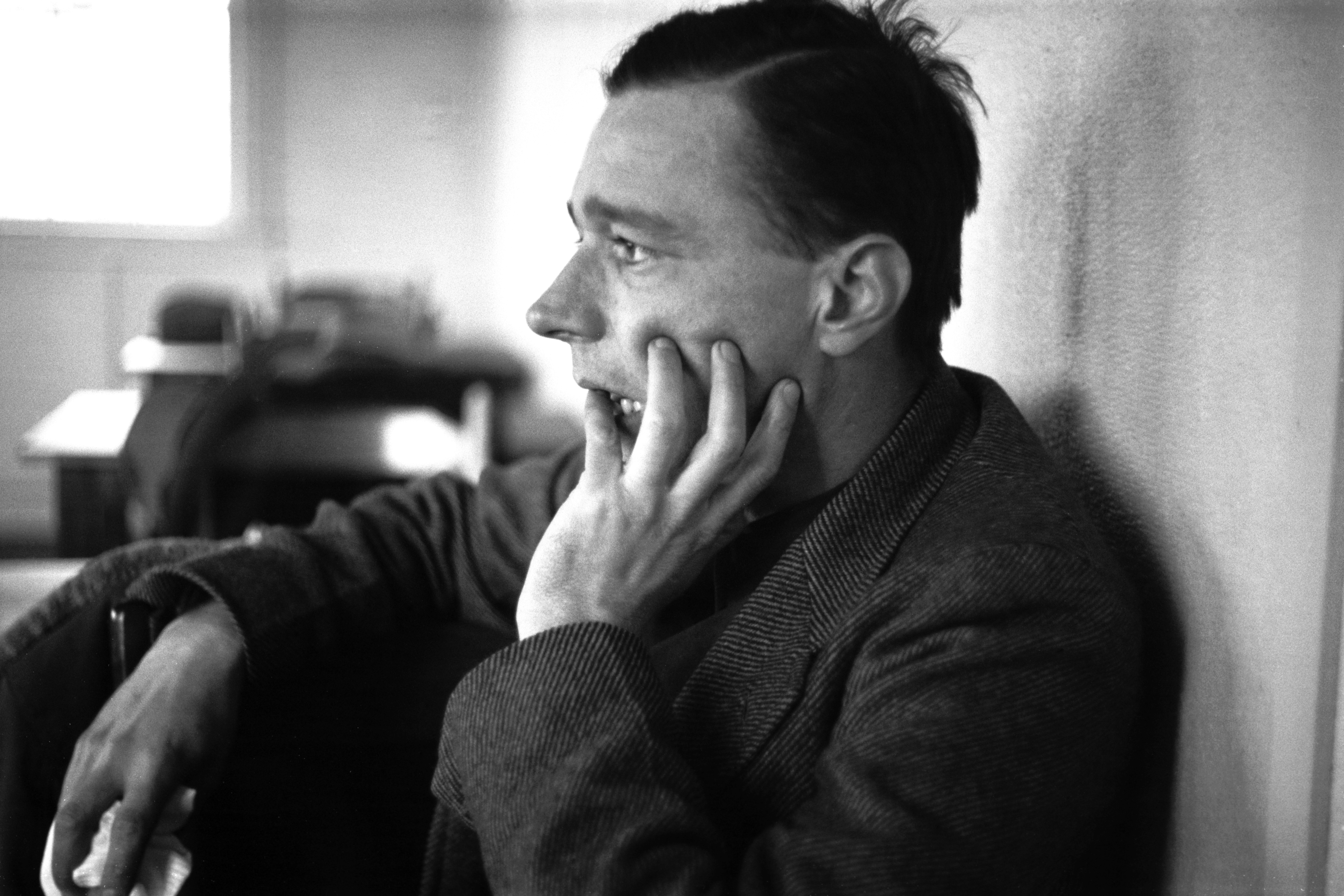
Walker Evans v tomto roce zemřel

Tento článek obsahuje významné fotografické události v roce 1975.

## Události

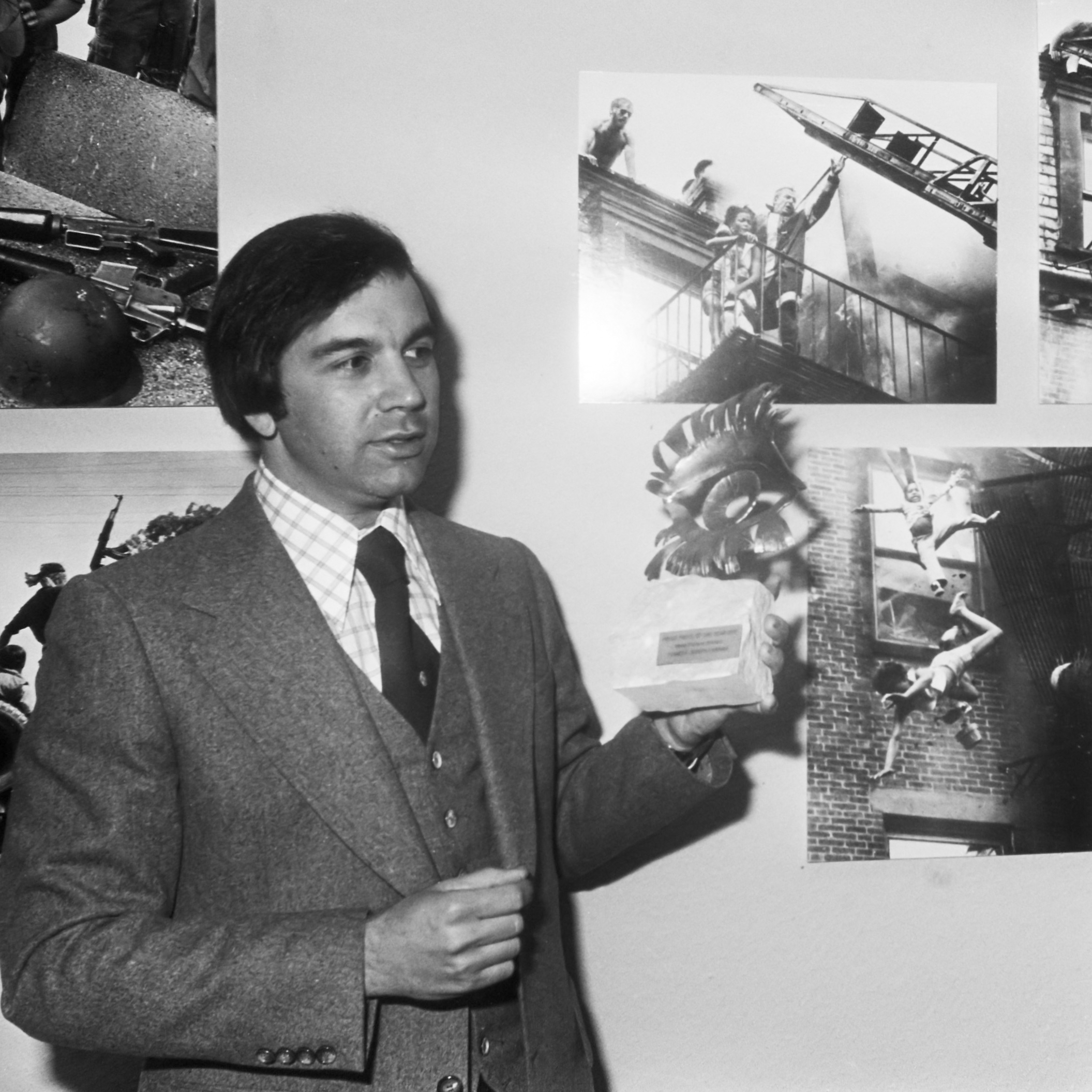
Stanley Forman pořídil dramatickou fotografii Fire Escape Collapse

- Bryce Bayer, vývojář firmy Kodak, publikoval Bayerovu masku. Byla to mozaiková matnice senzorů CCD v barevné fotografii. První kameru s obrazovou kvalitou dostatečnou pro televizní vysílání.

- Vznikl archiv Center for Creative Photography při University of Arizona (Tucson).

- Rencontres d'Arles červenec–září, Osobnosti: Agence Viva, André Kertész, Yousuf Karsh, Robert Doisneau, Lucien Clergue, Jean Dieuzaide, Ralph Gibson, Charles Harbutt, Tania Kaleya, Eva Rubinstein, Michel Saint Jean, Kishin Shinoyama, Hélène Théret, Georges Tourdjman, …

- Stanley Forman pořídil dramatickou fotografii Fire Escape Collapse, která ve stejném roce získala ocenění World Press Photo of the Year a o rok později Pulitzer Prize for Spot News Photography.[1][2]

## Ocenění
- World Press Photo – Stanley Forman

- Prix Niépce – Jean-Louis Nou
- Prix Nadar – Kolektiv VU, ed. Life

- Zlatá medaile Roberta Capy – Dirck Halstead, Time, zpravodajství z Vietnamu
- Cena Ansela Adamse – cena nebyla udělena
- Pulitzerova cena
  -  Pulitzer Prize for Spot News Photography – Gerald H. Gay, Seattle Times, za fotografii čtyř vyčerpaných hasičů „Lull in the Battle“ (fotografie)
  -  Pulitzer Prize for Feature Photography – Matthew Lewis, Washington Post, „za černobílé a barevné fotografie.“

- Cena za fotografii Ihei Kimury – Kazuo Kitai

- Cena Ericha Salomona – Pořad ZDF Personenbeschreibung, Georg Stefan Troller
- Cena za kulturu Německé fotografické společnosti – Vyhledávací služba Německého červeného kříže

## Velké výstavy
Přehled vybraných významných výstav:
- New Topographics: Photographs of a Man-Altered Landscape (Les nouveaux topographiques : photographies d'un paysages modifié par l’homme) à la George Eastman House, musée international de photographie

## Narození v roce 1975
- 15. ledna – Marc Cartwright, americký fotograf
- 28. ledna – Vincent Laforet, francouzsko-americký režisér a fotograf, v roce 2002 získal Pulitzerovu cenu
- 2. února – Ibi Makienoková, dánská modelka, herečka, televizní moderátorka, fotografka a zpěvačka
- 5. února – Melisa Teo, singapurská fotografka žijící a pracující v Paříži
- 8. února – Iwan Baan, nizozemský fotograf architektury
- 11. února – Joanna Chlebowska Krause, polsko-německá malířka a fotografka, maluje a fotografuje převážně koně
- 2. května – Tomáš Rasl, český fotograf
- 22. května – Marian Beneš, český fotograf
- 15. června – Roderick Hietbrink, nizozemský umělec a fotograf
- 23. června – Michael Fokt, český fotograf
- 24. června – Jošimi Jokojama, japonská fotografka působící v Čechách
- 1. července – Carole Jury, francouzská fotografka
- 12. července – Pavel Matela, český fotograf
- 26. července – Tereza z Davle, česká fotografka
- 7. prosince – Lukman Olaonipekun, nigerijský fotožurnalista
- 21. prosince – Florian Schulz, německý fotograf
- ? – Anna Bedyńska, polská fotografka a dokumentaristka. Vítězka polských a mezinárodních fotografických novinážských soutěží, včetně World Press Photo (2013)
- ? – Ai Iwane, japonská fotografka, Cena za fotografii Ihei Kimury, Cena Nobua Iny
- ? – Hidehiro Ótake, japonský fotograf přírody, získal cenu Kena Domona
- ? – Flore Zoé, nizozemská výtvarná a módní fotografka
- ? – Catherine Cormanová, americká fotografka a filmařka, dcera filmového režiséra Rogera Cormana
- ? – Frode Fjerdingstad, norský fotograf
- ? – Astrid Kruse Jensen, dánská fotografka, specialistka na noční fotografii, často s dlouhými expozičními časy.
- ? – Yvonne De Rosa, italská výtvarná fotografka
- ? – Diana Scheunemann, německá módní fotografka pracující v New Yorku
- ? – Alexandra Croitoru, rumunská fotografka v Rumunsku směřující ke zpochybnění přijatých představ o moci a genderu v Rumunsku
- ? – Melanie Pullen, americká fotografka, specialistka na velké zvětšeniny (1–3 metry) kriminálních scén s najatými modely
- ? – Taryn Simon, americká fotografka, autorka projektů s velkým množstvím fotografií
- ? – Rachel Sussman, americká fotografka, snímá organismy žijící více než 2000 let
- ? – Iiu Susiraja, finská fotografka
- ? – Jessica Todd Harper, americká fotografka
- ? – Venetia Dearden, anglická fotografka
- ? – Romain Laurendeau, francouzský fotograf

## Úmrtí v roce 1975
- 29. ledna – Earle Bunker, americký fotograf, který v roce 1944 získal Pulitzerovu cenu (* 4. září 1912)
- 3. dubna – Ethel Hatch, 106, britská dětská modelka fotografa Lewise Carolla (* 17. května 1869)
- 10. dubna – Walker Evans, americký fotograf (* 1903)
- 20. dubna – John Vachon, americký fotograf (* 19. května 1914)
- 16. července – Růžena Fikejzlová-Baumová, česká fotografka, původním povoláním účetní, po sňatku s českým zoologem, cestovatelem a spisovatelem Jiřím Baumem se stala cestovatelkou, fotografkou a autorkou cestopisů (* 23. září 1900)
- 18. července – Rudolf Skopec, český fotograf (* 7. srpna 1913)
- 27. září – Roy Stryker, americký fotograf (* 5. listopadu 1893)
- 28. září – William M. Gallagher, americký fotograf, získal Pulitzerovu cenu za fotografii (* 26. února 1923)
- 22. prosince – Yevonde Middletonová, anglická fotografka, pionýrka barevné portrétní fotografie (* 5. ledna 1893)
- ? – Jiří Jaeger, rakousko-český cestovatel, amatérský etnograf a fotograf (* 18. srpna 1895)
- ? – Anita Pollitzer, americká fotografka, spolupracovnice Georgie O'Keeffeové a Alfreda Stieglitze (* 1894)
- ? – Clara Sipprell, kanadská krajinářská fotografka aktivní na počátku 20. století známá svými portréty známých osobností, herců, umělců, spisovatelů a vědců (* 1885)